# Ölands Järnvägar
Ölands Järnvägar (ÖJ) var ett bolag som bildades 1928 när de tidigare separata järnvägarna Borgholm–Böda Järnväg (BBJ) och Södra Ölands Järnväg SÖJ) slogs samman till en förvaltning. Järnvägen gick sträckan Näsby – Mörbylånga – Färjestaden – Borgholm – Böda (151 km) och var smalspårig med spårvidden 891 mm. Järnvägen köptes av staten 1947 och drevs därefter av Statens Järnvägar (SJ) fram till den 1 oktober 1961 när all järnvägstrafik på Öland lades ner. En stor del av godstrafiken var säsongstransporten av sockerbetor till sockerbruket i Mörbylånga.

## Historik

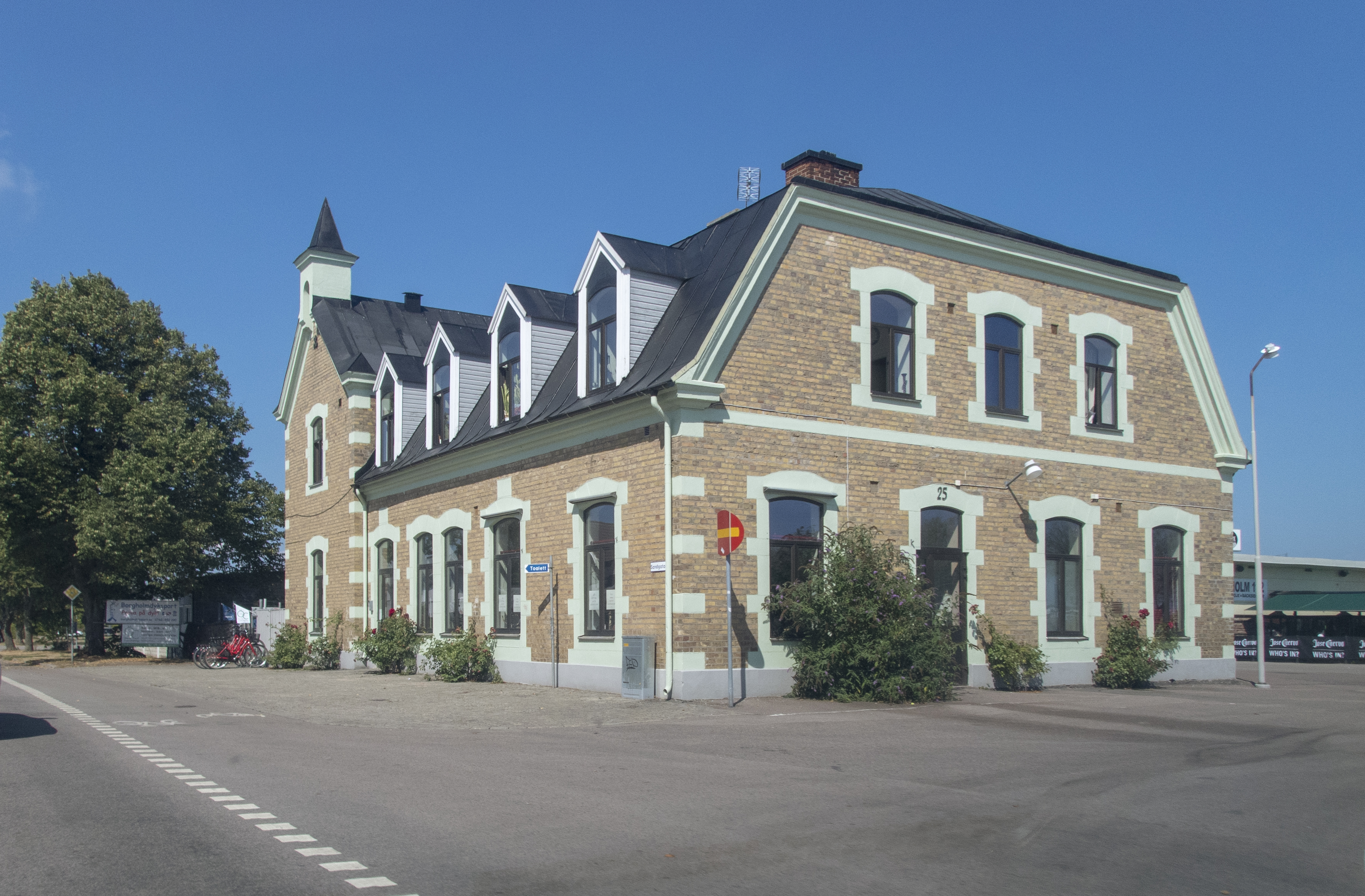
Stationshuset i Borgholm

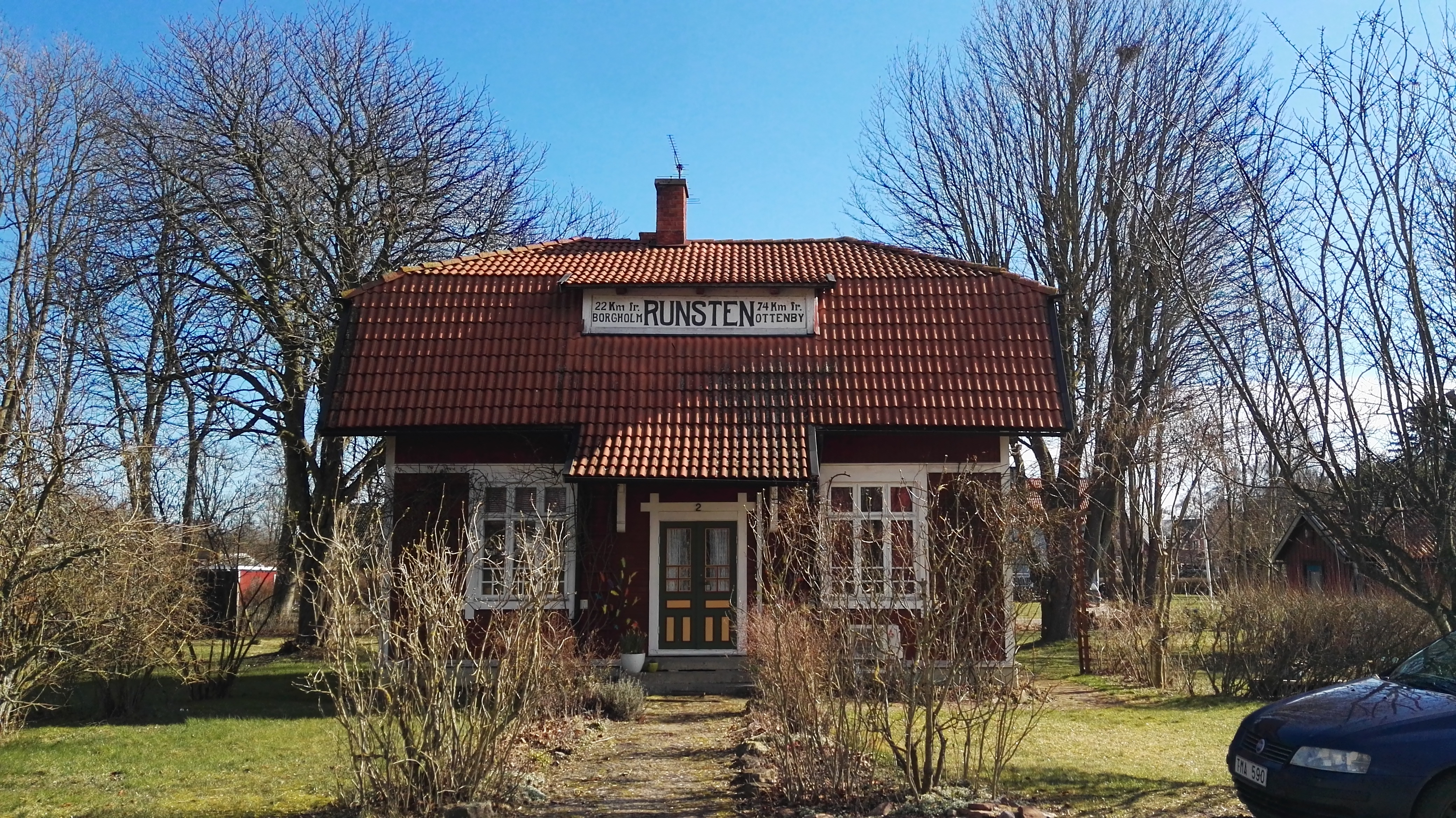
Runstens stationshus.

BBJ och SÖJ byggdes i början av 1900-talet delvis finansierade med statslån. Den gemensamma skulden uppgick 1927 till nästan 1,4 miljoner kronor och endast SÖJ betalade en del ränta. Riksdagen beslutade 1927 att lånen skulle avskrivas till 800 000 kronor och vara räntefria i 3 år och halv ränta i ytterligare två år. Villkoret var att BBJ och SÖJ blev sammanslagna. Det fanns inget val utan den 1 januari 1928 tog ett nytt bolag Ölands Järnvägar över verksamheten. ÖJ fortsatte att ha dålig ekonomi och 1947 köpte staten järnvägen och driften togs över av SJ.

### Fordon
ÖJ tog över fordonen från BBJ och SÖJ. För att förbilliga persontrafiken byggdes fyra tvåaxliga personvagnar om till motorvagnar 1928, ytterligare två 1933 och en sista 1937. Samtliga byggdes om vid Kalmar Verkstad. Bolaget köpte en lokomotor 1933 och en andra 1937, också från Kalmar Verkstad. Detta var för att avlasta tankloken. Som ersättning för äldre ånglok köptes tre stycken nya tanklok från Motala Verkstad, dessa levererades 1935, 1939 och 1945. Motorvagnarna behövde ersättas och mellan 1941 och 1943 köpte ÖJ fem Hilding Carlsson-rälsbussar och sex släpvagnar som var i drift till nedläggningen. Under SJ fortsatte trafiken med rälsbussarna och ångloken började ersättas av lokomotorer Z4p.

### Tågfärjetrafik över Kalmarsund
Under andra världskriget var det brist på järnvägsvagnar och ÖJ hade överskott på godsvagnar förutom under sockerbetssäsongen. Mellan 1943 och 1947 transporterades godsvagnar på pråmar mellan Öland och fastlandet.
- Den 30 september 1947[4] öppnades godsfärjeleden mellan Kalmar och Färjestaden med kustartillerifärjan Balder som var försedd med provisoriska spår. Våren 1948 fortsatte trafiken och 177 smalspårsvagnar och 14 normalspåriga vagnar fraktades under året. Ytterligare en färja, Ane byggdes om och togs i drift i september 1950. Kustartilleriet sade upp avtalet om Ane 1955 och SJ lät bygga färjan M/S Bure vid Bröderna Larssons varv och mekaniska verkstad. Bure som sattes i trafik den 21 oktober 1957 kunde ta både normalspåriga och smalspåriga vagnar men hade besvär att ta sig fram i issörja. Under vintern omlastade SJ godset till Kalmarsundsbolagets båtar. Trafiken med Bure upphörde efter att järnvägen på Öland var uppriven. Den sista turen gick den 4 maj 1962.[3]
- Från 1953 när sockerbruket i Karlshamn lades ner transporterades sockerbetor från östra Blekinge med lastbil till Bergkvara i Småland och lastades på normalspåriga godsvagnar trots att i både Mörbylånga och Bergkvara (Östra Blekinge Järnväg) fanns det 891 mm smalspåriga järnvägar. Normalspårsvagnarna gick med tågfärjan S/S Betula till Mörbylånga. En normalspårig lokomotor följde med färjan. I Mörbylånga fanns det en tredje skena för normalspår från färjeläget till sockerbruket. Sockerbetstransporterna och färjetrafiken slutade efter 1958 års betsäsong. Järnvägsfärjan och de korta normalspårsspåren på varje sida om Kalmarsund var en egen järnväg utan anslutning eller omlastning till de omkringliggande smalspåriga järnvägarna.[5][6][7]

### Nedläggning
Underhållet av järnvägen hade varit eftersatt under många år och i början på 1960-talet beslutades att järnvägen skulle läggas ner. Den allmänna trafiken upphörde den 1 oktober 1961 och banan började rivas. Rivningen slutfördes under 1962 och det mesta av järnvägsmaterialet fraktades till Kalmar på järnvägsfärjan.

### Nutid
Efter att spåren revs såldes de flesta byggnaderna till privatpersoner och bansträckningen avstyckades i 562 fastigheter varav de flesta är i privat ägo. Vägverket sponsrade ett projekt "Ölands järnvägsbank 2003" för en trafiksäker cykel-, vandrings- och ridled och ett seminarium hölls den 2 februari 2006 men det blev ingen fortsättning.

## Kuriosa
- Förutom ändstationerna Ottenby station och Böda var Mörbylånga, Färjestaden och Borgholm säckstationer vid Kalmarsund.
- Borgholm var den enda stationen på Öland som hade perrong.